# Награди „Оскар“ (75-а церемония)
Седемдесет и петата церемония по връчване на филмовите награди „Оскар“ се провежда на 23 март 2003 година. На нея се връчват призове за най-добри постижения във филмовото изкуство за предходната 2002 година. За втори път, събитието се провежда в новоизградения Кодак Тиътър. Водещ на представлението е актьорът Стив Мартин.
Големият победител на вечерта е филмовият мюзикъл „Чикаго”, на режисьора Роб Маршъл, с цели 13 номинации за награда в различните категории, печелейки 6 от тях. Това е първият мюзикъл, печелещ приза за най-добър филм, след „Оливър!“ през далечната 41-ва церемония.
Сред останалите основни заглавия са военновременната драма „Пианистът“ на Роман Полански, въображаемата историческа история „Бандите на Ню Йорк“ на Мартин Скорсезе, драмата „Часовете“ на Стивън Долдри и биографията „Фрида“ на Джули Теймор.
На 29-годишна възраст, Ейдриън Броуди става най-младия носител на „Оскар“ в категорията за главна мъжка роля.

## Филми с множество номинации и награди
| Долуизброените филми получават повече от 2 номинации в различните категории за настоящата церемония: - 13 номинации: Чикаго - 10 номинации: Бандите на Ню Йорк - 9 номинации: Часовете - 7 номинации: Пианистът - 6 номинации: Фрида, Властелинът на пръстените: Двете кули, Път към отмъщение - 4 номинации: Адаптация., Далеч от рая | Долуизброените филми получават повече от 1 награда „Оскар“ на настоящата церемония: - 6 статуетки: Чикаго - 3 статуетки: Пианистът - 2 статуетки: Фрида, Властелинът на пръстените: Двете кули |

## Номинации и награди
Долната таблица показва номинациите за наградите в основните категории. Победителите са изписани на първо място с удебелен шрифт.
| Най-добър филм | Най-добър режисьор |
| --- | --- |
| - Чикаго - Бандите на Ню Йорк - Часовете - Властелинът на пръстените: Двете кули - Пианистът | - Роман Полански – Пианистът - Роб Маршъл – Чикаго - Мартин Скорсезе – Бандите на Ню Йорк - Дейвид Линч – Стивън Долдри - Педро Алмодовар – Говори с нея                 |
| Най-добра мъжка роля | Най-добра женска роля |
| - Ейдриън Броуди – Пианистът - Николъс Кейдж – Адаптация. - Майкъл Кейн – Тихият американец - Дениъл Дей-Люис – Бандите на Ню Йорк - Джак Никълсън – Относно Шмид                                                                      | - Никол Кидман – Часовете - Салма Хайек – Фрида - Даян Лейн – Изневяра - Джулиан Мур – Далеч от рая - Рене Зелуегър – Чикаго                                             |
| Най-добра поддържаща мъжка роля | Най-добра поддържаща женска роля |
| - Крис Купър – Адаптация. - Ед Харис – Часовете - Пол Нюман – Път към отмъщение - Джон Райли – Чикаго - Кристофър Уокън – Хвани ме, ако можеш                                                                                          | - Катрин Зита-Джоунс – Чикаго - Кати Бейтс – Относно Шмид - Куийн Латифа – Чикаго - Джулиан Мур – Часовете - Мерил Стрийп – Адаптация.                                   |
| Най-добър оригинален сценарий | Най-добър адаптиран сценарий |
| - Говори с нея – Педро Алмодовар - Далеч от рая – Тод Хейнс - Бандите на Ню Йорк – Джей Кокс, Steven Zaillian и Кенет Лонерган - Моята голяма луда гръцка сватба – Ниа Вардалос - И твойта майка също – Carlos Cuarón и Alfonso Cuarón | - Пианистът – Роналд Харууд - Маркъс – Питър Хеджис, Крис Уейтц и Пол Уейтц - Адаптация. – Чарли Кауфман и Доналд Кауфман - Чикаго – Бил Кондън - Часовете – Дейвид Хеър |
| Най-добра операторска работа | Най-добър чуждоезичен филм |
| - Път към отмъщение – Конрад Хол - Чикаго – Дион Бийб - Далеч от рая – Едуард Лахман - Бандите на Ню Йорк – Майкъл Болхаус - Пианистът – Пауел Еделман                                                                                 | - Никъде в Африка (Германия) - Престъплението на отец Амаро (Мексико) - Герой (Китай) - Мъжът без минало (Финландия) - Зус и Зо (Холандия)                               |

## Галерия
| Роман Полански „Оскар“ за режисура | Ейдриън Броуди „Оскар“ за главна мъжка роля | Никол Кидман „Оскар“ за главна женска роля | Крис Купър „Оскар“ за поддържаща мъжка роля | Катрин Зита-Джоунс „Оскар“ за поддържаща женска роля |
| ---------------------------------- | ------------------------------------------- | ------------------------------------------ | ------------------------------------------- | ---------------------------------------------------- |
|                                    |                                             |                                            |                                             |                                                      |